# Bellús
Bellús è un comune spagnolo di 405 abitanti situato nella comunità autonoma Valenciana.